# Argul
Argul is een Duits historisch merk van motorfietsen.
De bedrijfsnaam was: Arwed Gulentz, Argul Motorradbau, Köln.
Een van de honderden merken die in 1923 in Duitsland op de markt kwamen was Argul. Net als de vele concurrenten ging men lichte, goedkope motorfietsjes bouwen waarvoor de 146- tot 198cc-inbouwmotoren werden gekocht bij DKW, Kurier, Alba, Bubi en andere merken. De productieaantallen bleven noodgedwongen laag: een dealernetwerk kon men niet opbouwen en een klantenkring eigenlijk ook niet: alleen al in Keulen en omgeving zaten tientallen andere merken. Waarschijnlijk konden de klanten die er waren dan ook kiezen uit de beschikbare motoren. In 1926 werd de productie beëindigd, waarmee Argul het nog een jaar langer had volgehouden dan ruim 150 andere kleine Duitse merken.